# Alpaida lomba
Alpaida lomba là một loài nhện trong họ Araneidae.
Loài này thuộc chi Alpaida. Alpaida lomba được Herbert Walter Levi miêu tả năm 1988.